# シリコーンハイドロゲル
シリコーンハイドロゲル（略称SH）とは、親水性ゲルにシリコーンを結びつけたゲルのことである。親水性成分としてポリビニルピロリドン、ポリ塩化ビニル系熱可塑性エラストマーなどが利用される。酸素透過性に優れることを特長とし、医療材料の素材などとして用いられる。

## コンタクトレンズ

### 特徴
シリコーンハイドロゲルを素材としたソフトコンタクトレンズは酸素透過性が良いことが知られる。
2004年にチバビジョンが日本初のシリコーンハイドロゲル素材を使用したソフトコンタクトレンズ「O2 オプティクス」を発売した。
以後、ジョンソン・エンド・ジョンソンやボシュロム、メニコン、ロート製薬も追随した。
従来のソフトコンタクトレンズは主に「ヒドロキシエチルメタクリレート (HEMA)」という素材が使われていた。
これは、素材が柔らかく装用感が良いというメリットがあったが、無血管組織である角膜への酸素供給は主にレンズに含まれる涙の水分から得ていた。
このことから、従来は水分を多く含むレンズ（または薄いレンズ）が酸素を通しやすいレンズとされていたが、ガス透過型のハードコンタクトレンズと比べると酸素の透過性はなおも低く、また、水分を多く含むと乾燥し易いという欠点があった。
一般にソフトコンタクトレンズには「酸素を多く通すこと」と「乾きにくく強度があること」の2点を両立させるのは困難とされてきた。
シリコーンは水よりも酸素透過性が高いため、シリコーンハイドロゲルを素材とするソフトコンタクトレンズでは、含水率が低くとも酸素を多く通すことができる。乾燥感も小さく装用感はおおむね良好と謳われる。また、含水率が低いため、タンパク質などの汚れを吸着しにくい。
なお、シリコーン自体の酸素透過性は非常に高いが、シリコーン単独では疎水性があるため、コンタクトレンズ用には従来のHEMAとシリコーンを重合した素材を使用している。
まばたきによるレンズの動きが無いので、ハードコンタクトレンズのような涙液交換が期待できないことは従来品と同様である。ただし、レンズエッジ（レンズ先端部）の形状を工夫することで涙液交換をスムーズにできるようにした製品もある。